# Conisternum decipiens
Conisternum decipiens är en tvåvingeart som först beskrevs av Haliday in Curtis 1832.  Conisternum decipiens ingår i släktet Conisternum, och familjen kolvflugor. Arten har ej påträffats i Sverige.